# Achtarak
Achtarak ou Aštarak (en arménien Աշտարակ, signifiant « tour ») est une ville industrielle en Arménie, située sur le canyon de Kasakh, à 20 km au nord-ouest d'Erevan.
Elle est la capitale du marz d'Aragatsotn.
Comprenant également la localité de Mughni, cette ville de plus de 20 000 habitants (21 588 en 2009) est au carrefour de grandes routes d'Arménie dnt la M1 et la M3, la reliant notamment Erevan à Gyumri ou Vanadzor.

## Légende
Selon une légende, trois sœurs vivant à Ashtarak tombèrent toutes amoureuses du même homme, le prince Sargis.

Les deux aînées décidèrent alors de se suicider en faveur de la plus jeune. L'une portant une robe orange abricot et l'autre une robe rouge, elles se jetèrent dans le canyon.
En découvrant la mort de ses deux sœurs, la benjamine mit une robe blanche et se jeta elle aussi dans le canyon.
Sargis serait alors devenu ermite et trois petites églises seraient apparues au bord du canyon, chacune nommée d'après les couleurs de robe des sœurs (bien que leurs couleurs réelles ne correspondent pas à ces couleurs) : Karmravor (karmir veut dire « rouge »), Spitakavor (Spitak, « blanc ») et Tsiranavor (Tsiran, « abricot »). Selon un proverbe d'Achtarak : « Du ciel sont tombées trois pommes : la première à celui qui a conté, la deuxième à celui qui a écouté, la troisième à celui qui a compris. » Pour Ossip Mandelstam, grand amoureux de ce pays, c'est dans cette région que se situe « le grenier folklorique de l'Arménie ».

## Démographie
Depuis 1831, l'évolution démographique de Achtarak a été :
| 1831 | 1873  | 1914  | 1919  | 1931  | 1959  |
| ---- | ----- | ----- | ----- | ----- | ----- |
| 826  | 2 515 | 4 867 | 6 100 | 4 782 | 7 563 |

| 1972   | 1976   | 2001   | 2004   | 2015   | 2020   |
| ------ | ------ | ------ | ------ | ------ | ------ |
| 13 900 | 16 362 | 20 636 | 21 500 | 18 300 | 16 800 |

| Histogramme de l'évolution démographique de Achtarak |        |
| \| 1831 \| 826 \| \| 1873 \| 2 515 \| \| 1914 \| 4 867 \| \| 1919 \| 6 100 \| \| 1931 \| 4 782 \| \| 1959 \| 7 563 \| \| 1972 \| 13 900 \| \| 1976 \| 16 362 \| \| 2001 \| 20 636 \| \| 2004 \| 21 500 \| \| 2015 \| 18 300 \| \| 2020 \| 16 800 \| |        |
| 1831 | 826    |
| 1873 | 2 515  |
| 1914 | 4 867  |
| 1919 | 6 100  |
| 1931 | 4 782  |
| 1959 | 7 563  |
| 1972 | 13 900 |
| 1976 | 16 362 |
| 2001 | 20 636 |
| 2004 | 21 500 |
| 2015 | 18 300 |
| 2020 | 16 800 |

## Églises
La mieux préservée de toutes les églises de la ville est l'église Karmravor. Cette église au clocher octogonal est consacrée à la Mère de Dieu (Arakelots en arménien), elle date du VIIe siècle. Il s'agit d'une croix libre monoconque. C'est un tel bijou d'architecture que le poète russe Ossip Mandelstam écrivit cette inoubliable vision dans son Voyage en Arménie : 

« La petite église d'Achtarak est tout à fait discrète, modeste (pour l'Arménie). C'est bien cela : petite église en barrette à six faces rehaussée d'une torsade de pierre courant le long de la corniche et de menus sourcils de corde similaires au-dessus de la lèvre avare des fenêtres lézardées.

La porte — plus silencieuse que l'eau, plus basse que l'herbe. Je me suis mis  sur la pointe des pieds pour jeter un coup d'œil à l'intérieur : oh, la coupole ! Quelle coupole ! une coupole véritable ! comme à Rome chez Pierre, où elle coiffe des foules, des palmes, un océan de cierges, un baldaquin. Là, les sphères concaves des absides chantent comme des conques. Là, s'activent quatre boulangers : nord, ouest, sud, et est. Les yeux crevés, ils se cognent aux trompes en entonnoir, ils vont tâtonnant par l'embrasure et l'intrados sans parvenir à se loger.

Qui donc a pu avoir l'idée d'enclore l'espace dans ce réduit misérable, infime, dans cette geôle exiguë, pour lui rendre, même en un lieu pareil, des honneurs dignes du chanteur des psaumes ? »

— Ossip Mandelstam, Voyage en Arménie.

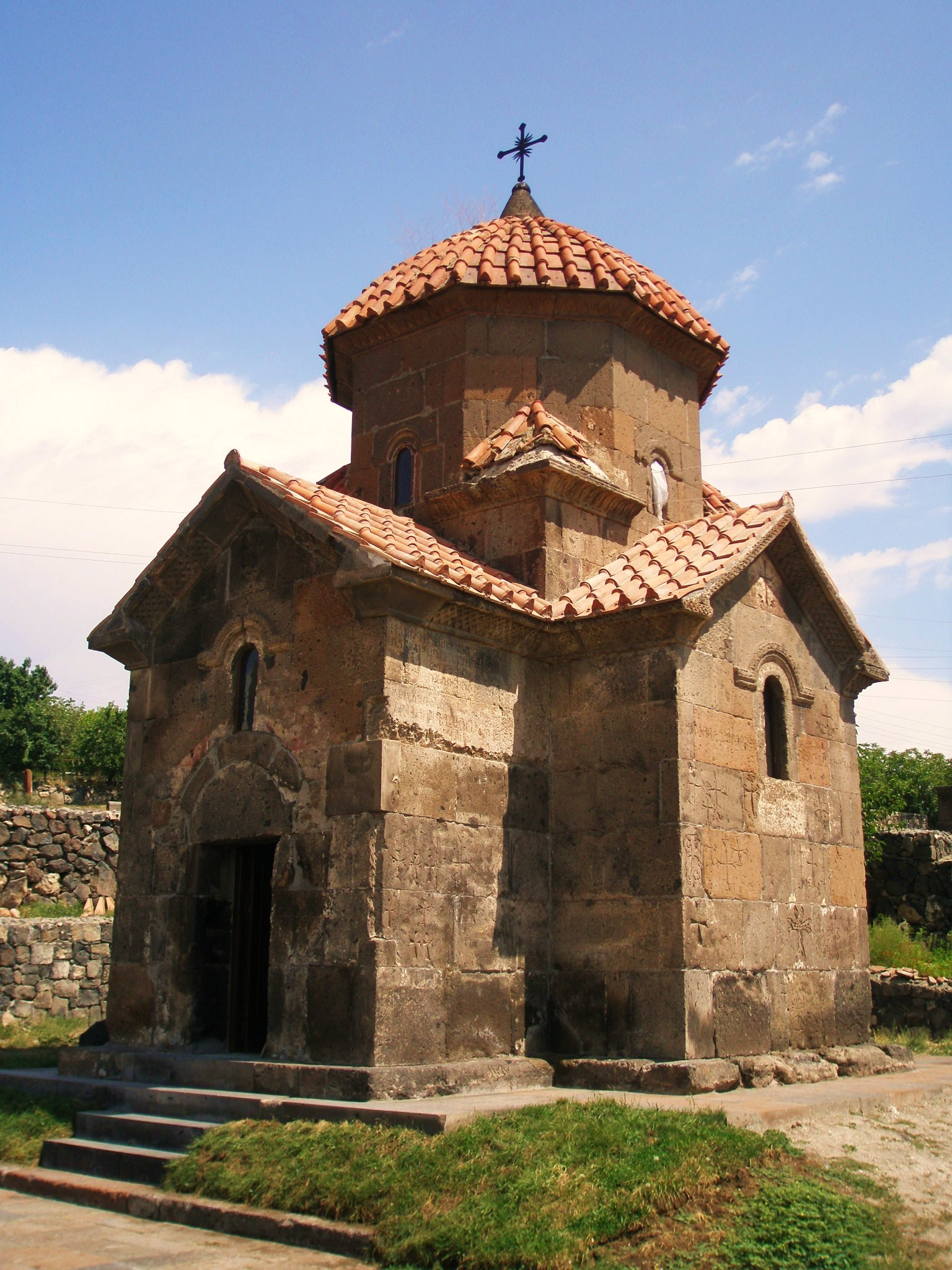
Karmravor.
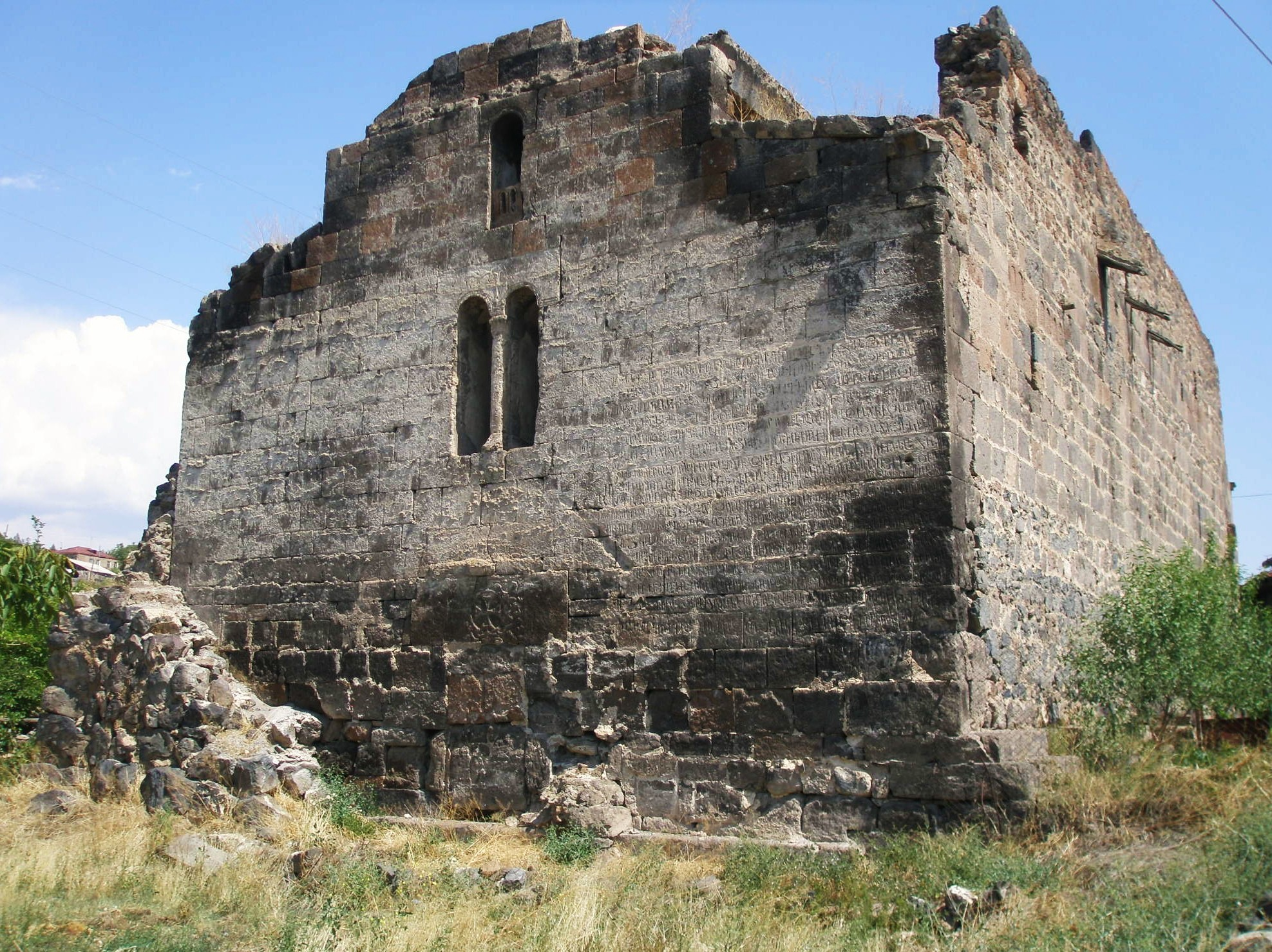
Spitakavor.
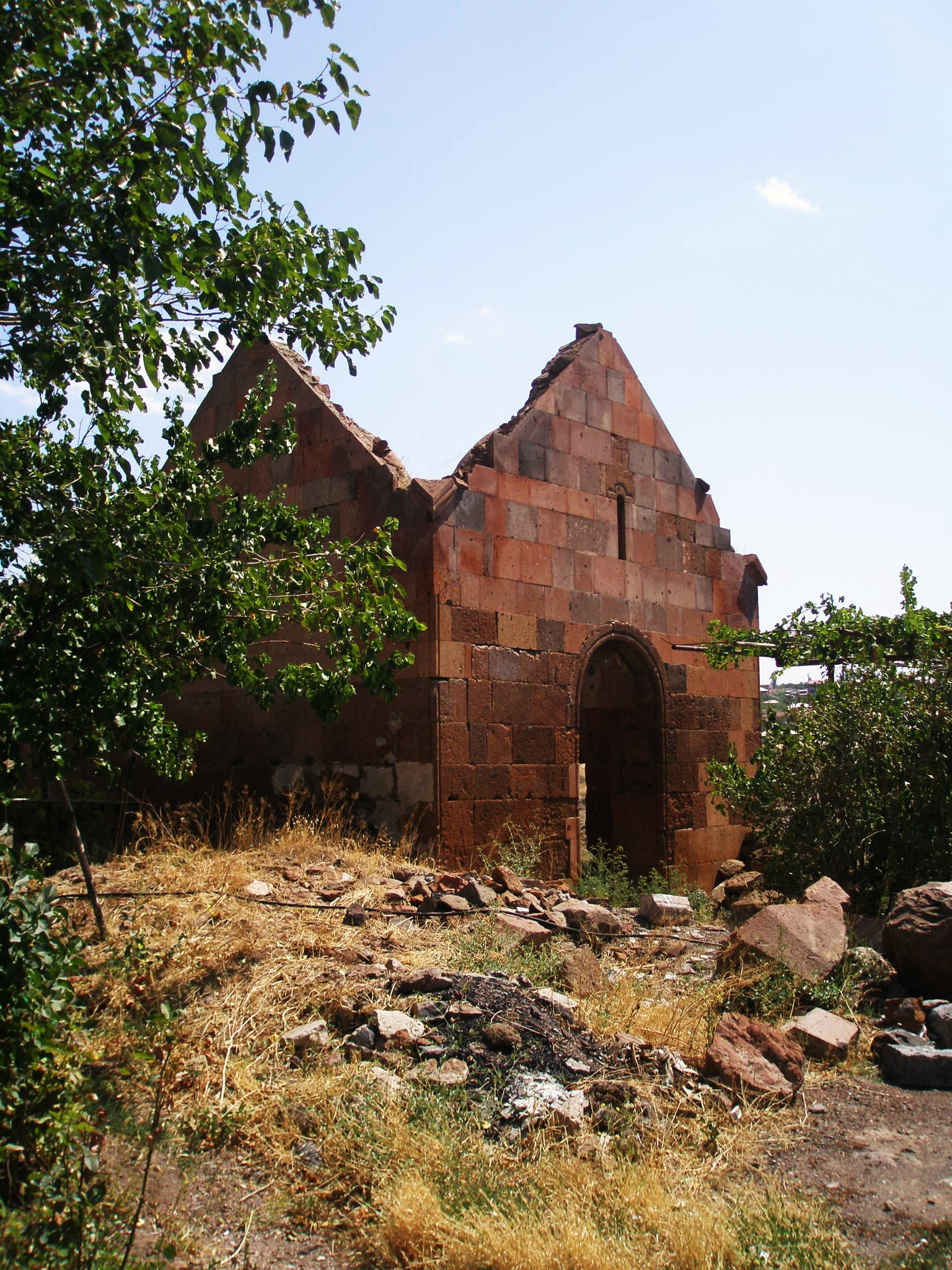
Tsiranavor.
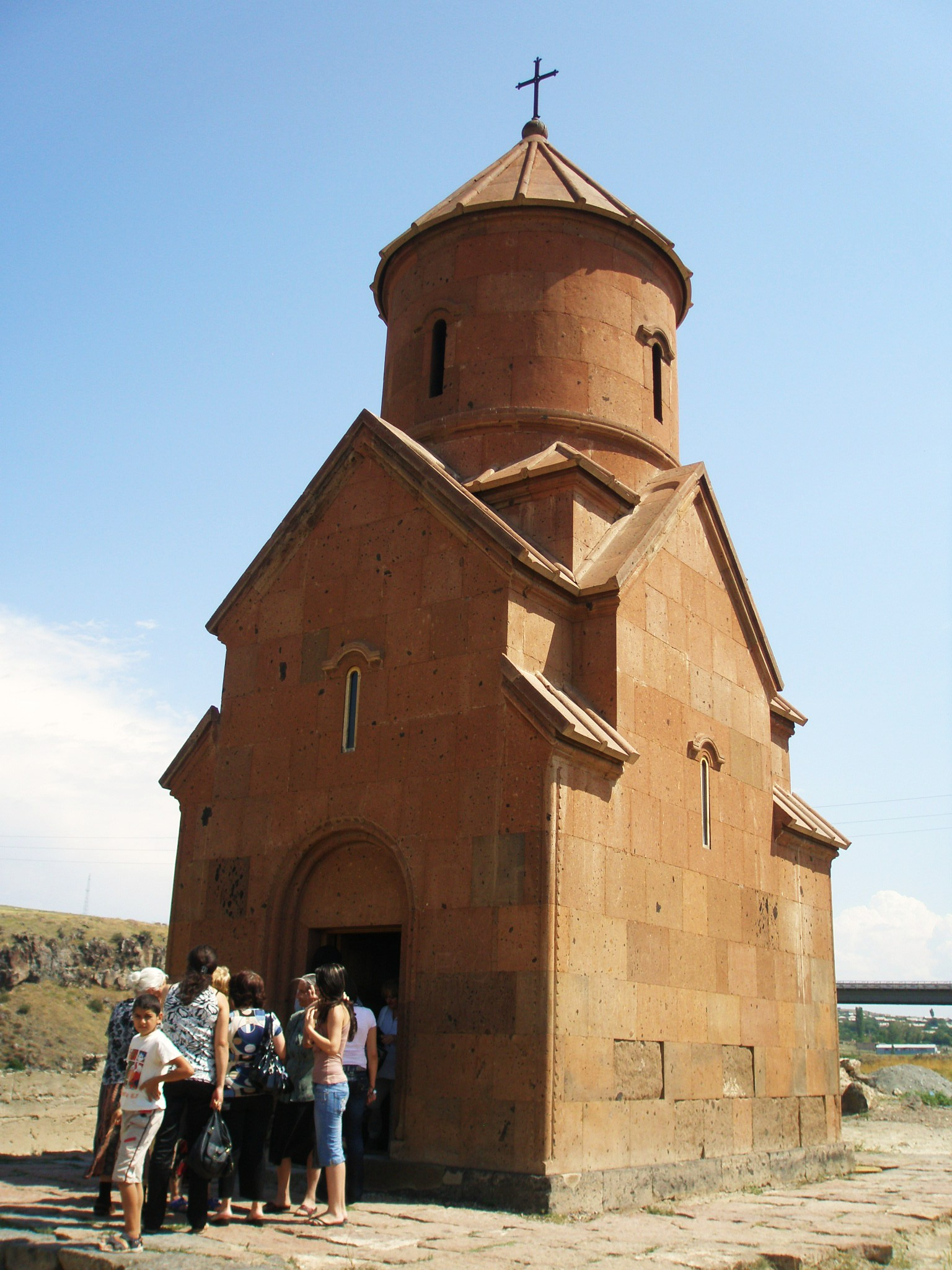
Sourb Sargis.

Il existe deux autres églises, Spitakavor qui date du XIVe siècle et Tsiranavor du Ve siècle.
La ville possède encore deux autres églises, dont Sourb Sargis, construite au XIXe siècle sur d'anciennes fondations, qui est placée sur l'autre berge du canyon et offre une excellente vue sur les trois églises précédemment mentionnées.

## Transports
La route magistrale M1 relie Achtarak à la ville de Gyumri et au nord-ouest de l'Arméni.
La route magistrale M3 relie Achtarak au nord-est de l'Arménie jusqu'à la frontière entre l'Arménie et la Géorgie.

## Jumelage(s)
| Ville | Ville       | Pays | Pays   |
| ----- | ----------- | ---- | ------ |
|       | Alfortville |      | France |